# 霍恩采尔
霍恩采尔是奥地利上奥地利州因克赖斯地区里德县的一个市镇。总面积22.5平方公里，总人口2048人，人口密度91.0人/平方公里（2005年）。